# Jack Daniel’s
Jack Daniel's je vrsta whiskeya, poznata po četvrtastoj boci i crnoj naljepnici. Proizvodi je Jack Daniel's Distillery osnovana 1866. godine u Lynchburgu, Tennessee, SAD.

## Povijest
Jasper Newton "Jack" Daniel, osnivač tvrtke, rođen u rujnu 1846. godine, bio je jedan od trinaestero djece. U 1866., s dvadeset godina, je dobio licenciju za destilaciju alkohola. Jackov djed, Joseph "Job" Daniel emigrirao je iz Walesa kao i njegova supruga iz Škotske u Sjedinjene Države. Tako da Jack Daniel ima walesko, englesko i škotsko-irsko porijeklo.
Jack Daniel je preminuo u 1911. godini od trovanja krvi koja je počela od infekcije.

## Zanimljivosti
Rock-glazbenici kao za primjer Van Halen, Guns N' Roses itd. su donijeli tvrtci svjetsku slavu noseći Jack Daniel’sovu reklamnu majicu.
Američki glazbenik Jerry Lee Lewis je također napisao pjesmu Jack Daniel's Old No. 7. Iz tog razloga Jack Daniel's proizvodi danas i žice za električne bas-gitare.

## Kokteli
Jack Daniel's je alkoholna komponenta čuvenog Jack and Coke (hrv. Jack Daniel's i Coca-Cola) koktela. 
U Australiji i Velikoj Britaniji, je „JD and Coke“ 
izraz za Jack Daniel's i Coca-colu.
Jack Daniel's je osim toga i dio Lynchburg Lemonade koktela.

## Galerija
- Reklama za Jack Daniel's Old No. 7. iz 1908. godine
- Jack Daniel, osnivač
- Jack Daniel’s koktel
- Jack Daniel’s kamion
- Tvornica Jack Daniel’s whiskeya
- Različiti Jack Daniel’s proizvodi

## Vanjske poveznice
- Službena stranica  Arhivirana inačica izvorne stranice od 16. travnja 2019. (Wayback Machine)